# قمقان
قمقان هي قرية في مقاطعة ميانة، إيران. عدد سكان هذه القرية هو 176 في سنة 2006.